# Palestina (São Paulo)
Palestina is een gemeente in de Braziliaanse deelstaat São Paulo. De gemeente telt 11.354 inwoners (schatting 2009).

## Geboren
- Romário Ricardo da Silva, "Romarinho" (1990), voetballer